# 韃靼斯坦航空363號班機空難
韃靼斯坦航空363號班機是由韃靼斯坦航空以阿克巴斯航空名義經營，由俄羅斯莫斯科到韃靼斯坦共和國喀山的定期班機。本班機於當地時間2013年11月17日19:20分（UTC+4）於喀山國際機場進場時墜毀，造成44名乘客與6名機員全部罹難。本次事故亦造成喀山國際機場關閉。坠机原因为机员失误。

## 肇事飛機
本次失事的飛機是一架波音737-500，註冊編號VQ-BBN，配备两台CFM56-3B1发动机，機齡已有23年。本機最初於1990年7月13日交付法國厄拉尔航空公司，1992年6月1日法國航空接收該飛機，於1995年7月15日交付給烏干達航空。2000年由巴西南河航空營運，5年後羅馬尼亞藍色航空取得該機，2008年5月成為保加利亞航空機隊中的一員，但同年12月即交到韃靼斯坦航空手中。

## 經過

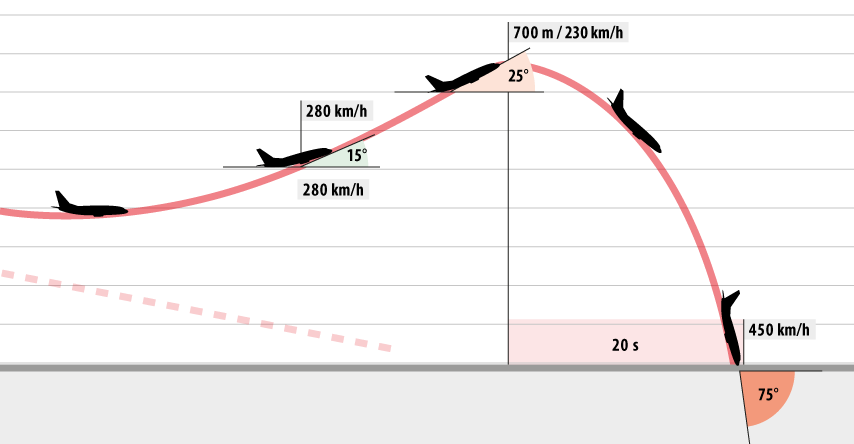
事故示意圖

本班機於莫斯科時間18:25（UTC+4）由莫斯科多莫傑多沃國際機場飛往喀山國際機場，約莫斯科東方500英里（800），於喀山國際機場準備放棄第二次進場時在跑道上墜毀。目擊者稱班機在撞擊跑道並爆炸前迅速坠落。事故發生時機場風勢強勁，天空亦有雲層。本次事故造成44名乘客與6名機員罹難。因本次事故喀山國際機場關閉至11月18日。

## 罹難者
完整旅客和機員名單由俄羅斯緊急情況部發佈，其中包含韃靼斯坦共和國總統鲁斯塔姆·明尼哈诺夫的兒子伊列克·明尼哈诺夫（俄语：Ирек Минниханов）；俄羅斯聯邦安全局韃靼斯坦共和国局长亞歷山大·安东諾夫（俄语：Александр Антонов）亦在事故班機上。
| 國籍   | 罹難者人數 |
| ------ | ---------- |
| 俄羅斯 | 48         |
| 英国   | 1          |
| 乌克兰 | 1          |
| 總計   | 50         |

## 外部連結
- "Боинг 737-500 VQ-BBN 17.11.2013." 俄罗斯州际航空委员会 （俄文）
- （存檔） 「注意！」（事故班機乘客名單）. 韃靼斯坦航空（英语：Tatarstan Airlines）. 2013-11-17.